# Stylidium carnosum
Stylidium carnosum este o specie de plante dicotiledonate din genul Stylidium, familia Stylidiaceae, ordinul Asterales, descrisă de George Bentham. Conform Catalogue of Life specia Stylidium carnosum nu are subspecii cunoscute.